# Bagansky (huyện)
Huyện Bagansky (tiếng Nga: ? райо́н) là một huyện hành chính tự quản (raion), của Tỉnh Novosibirsk, Nga. Huyện có diện tích 3414 km². Trung tâm của huyện đóng ở Bagan.